# International Magicians Society
Die International Magicians Society (IMS) ist eine Vereinigung von Magiern. Sitz des Vereins ist New York City.
Sie wurde im Juli 1968 von Tony Hassini mit dem Ziel gegründet, Magiern einen Verband zur Verwirklichung ihrer Ziele und Austausch mit anderen Kollegen zu geben und die Kunst der Magie zu fördern und erhalten.
Der Verband verlieh Siegfried & Roy  im Jahr 2000 den Titel Magier des Jahrhunderts und betrachtet David Copperfield, Doug Henning, Criss Angel und David Blaine als die „einflussreichsten Magier der letzten 25 Jahre“. Darüber hinaus verleiht die Organisation mehrfach jährlich den Merlin Award an Mitglieder mit besonders viel Talent, Fähigkeiten, guter Darbietung und Einfallsreichtum. Am wichtigsten aber sei „die seltene Gabe, unter guten wie schlechten Umständen zu unterhalten.“
Deutsche Preisträger des Merlin Awards sind Jan Rouven, Peter Valance und Siegfried & Roy, international wurden unter anderem bekannte Künstler wie Criss Angel, David Copperfield, Cosentino, Doug Henning, André Kole, Peter Marvey, Channing Pollock und Penn & Teller ausgezeichnet.

## Kontroverse zum Merlin Award
Die prominente Besetzung von Künstlern kann den Eindruck erwecken, dass die Auszeichnung von hoher Bedeutung ist. Tatsächlich können die Preise auch gegen eine finanzielle Aufwandsentschädigung erworben werden. Unter Zauberkünstlern gilt der Merlin Award daher als wenig bedeutsam.